# Ford LCF

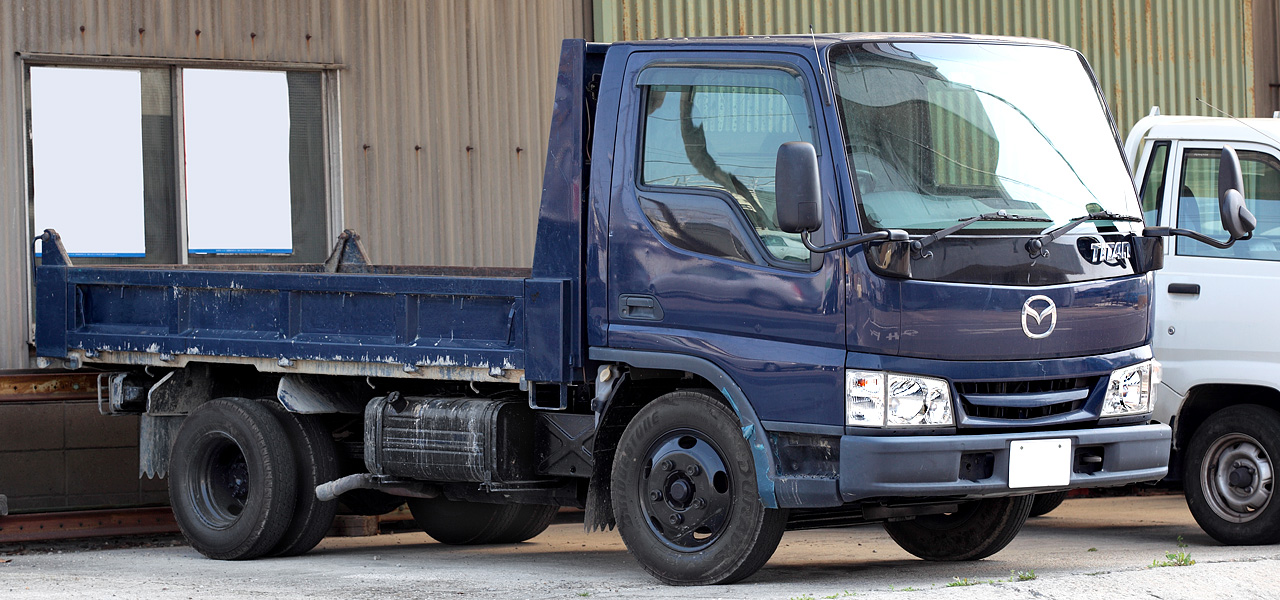
Mazda Titan — основная модель

Ford LCF (Low Cab Forward) — среднетоннажный грузовой автомобиль производства Ford.

## История
Производство модели Ford LCF стартовало в 2006 году в качестве конкурента японской модели Isuzu NPR. Кабина взята от модели Mazda Titan 4 поколения. Шасси взято от модели Ford Super Duty.
Двигатель автомобиля — Navistar VT275 объёмом 4,5 литра, кроме того, автомобиль комплектовался 6-литровым двигателем внутреннего сгорания PowerStroke VT365. Трансмиссия — механическая, 5-ступенчатая Torqshift (5R110W). При совместном производстве с Navistar International автомобиль получил название International City Star. Окна открываются вручную, колёса — двускатные стальные, радиаторная решётка окрашенная. Возможны поставки решёток, бамперов и колёс в хромированной оправе, а также автоматических стеклоподъёмников.
Производство модели Ford LCF завершилось в 2009 году.